# Musca pennipes
Musca pennipes är en tvåvingeart som först beskrevs av Forster 1770.  Musca pennipes ingår i släktet Musca, ordningen tvåvingar, klassen egentliga insekter, fylumet leddjur och riket djur. Inga underarter finns listade i Catalogue of Life.